# Karla Martínez
Karla Martínez (Ciudad Juárez, Chihuahua, México; 11 de mayo de 1976) es una presentadora televisión mexicana. Fue conocida por presentar el programa Control desde el 2000 a 2006, donde se hizo cargo de la conducción después de la salida de Lesley Ann Machado. Actualmente es presentadora del programa más popular de la mañana, ¡Despierta América! de la cadena de Univisión en los Estados Unidos de América.
Martínez nació en Ciudad Juárez, Chihuahua.  Se graduó de la Universidad de Texas en El Paso con un grado en medios de comunicación electrónicos.[cita requerida] Empezó su carrera en KINT-TV, Univisión El Paso, afiliada en Texas en 1995.
En 2002, la revista People en Español nombró a Martínez entre las 25 personas más bellas.